# كبديات
الكبديات (الاسم العلمي: Marchantiales) هي رتبة من النباتات تتبع طائفة الكبدانية من شعبة النباتات الكبدية.

## رتيبات
تضم هذه الرتبة رتيبتان هما:
- كبداويات
- ريتشياويات (الاسم العلمي: Ricciineae)